# Campo Cuba
Campo Cuba är en ort i Mexiko.   Den ligger i kommunen Culiacán och delstaten Sinaloa, i den västra delen av landet, 1 000 km nordväst om huvudstaden Mexico City. Campo Cuba ligger 20 meter över havet och antalet invånare är 131.
Terrängen runt Campo Cuba är platt. Runt Campo Cuba är det ganska tätbefolkat, med 155 invånare per kvadratkilometer. Närmaste större samhälle är Culiacán, 15,6 km norr om Campo Cuba. Trakten runt Campo Cuba består till största delen av jordbruksmark.